# Reipertswiller
Reipertswiller è un comune francese di 948 abitanti situato nel dipartimento del Basso Reno nella regione del Grand Est.

## Società

### Evoluzione demografica
Abitanti censiti